# Oelsnig
Oelsnig, niedersorbisch Wólšynka, ist ein Wohnplatz im Ortsteil Schorbus der Stadt Drebkau im Landkreis Spree-Neiße (Brandenburg). Oelsnig war bis zur Eingemeindung nach Auras am 1. Januar 1926 ein selbständiger Gemeinde- und Gutsbezirk.

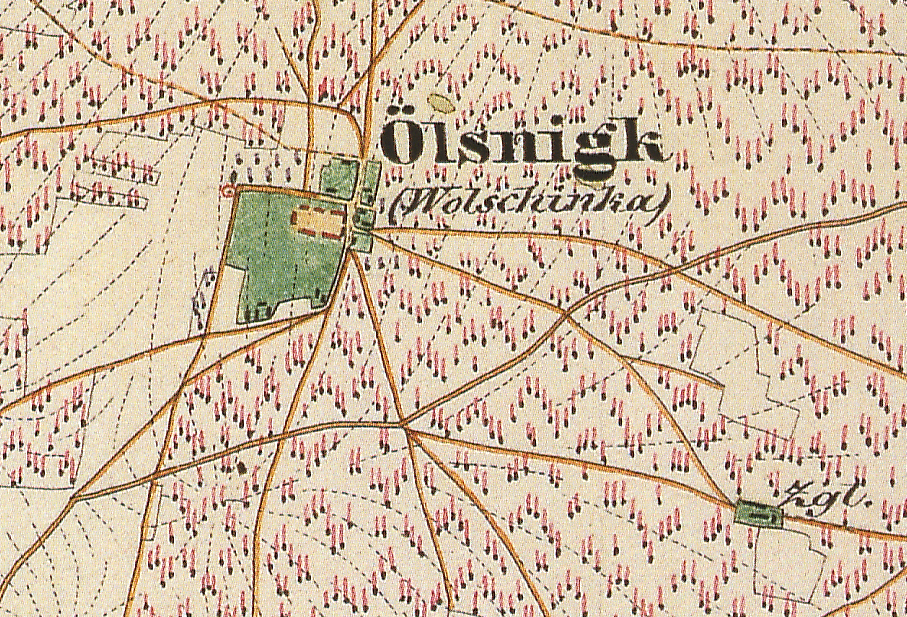
Oelsnig auf dem Urmesstischblatt 4351 Drebkau von 1846

## Geographie
Oelsnig liegt etwa 2,5 Kilometer Luftlinie ostsüdöstlich von Schorbus und etwa 6,5 Kilometer nordöstlich von der Kernstadt Drebkau. Es liegt auf einer Höhe von 102 m ü. NHN. Oelsnig hat keine eigene Gemarkung mehr; sie wurde mit der Gemarkung von Schorbus vereinigt. Die frühere Gemarkung entspricht der Flur 4 der heutigen Gemarkung Nr. 121953 Schorbus. Sie grenzte vor 1929 im Westen und Norden an die vorher kleinere Gemarkung von Schorbus, im Osten an Harnischdorf und Klein Döbbern, im Süden an Groß Döbbern und Auras.

## Geschichte
Das Dorf Oelsnig wird erstmals in einer Urkunde von 1527 als Olsnigk genannt. Der Name leitet sich nach Eichler von olšinka = Erlengebüsch ab. Nach der Dorfform ist es ein Weiler.

### Besitz- und Dorfgeschichte
Am 24. Oktober 1527 erhielten die Brüder Caspar und Heinrich von Birckholtz, die damals in Schorbus ansässig waren, die Belehnung mit Oelsnig durch den damaligen Landvogt der Niederlausitz Heinrich Tunkel von Bernitzko. 1533 war Caspar ohne Leibeserben gestorben, und Heinrich wurde nun auch mit der anderen Hälfte von Oelsnig belehnt. 1538 erhielt er die erneute Belehnung mit Oelsnig; ein Grund dafür ist nicht zu erkennen. Heinrich von Birckholtz hatte die drei Söhne Wolf, Heinrich und Caspar, die anscheinend Schorbus und Oelsnig gemeinsam erbten. Im Herbst 1546 überfielen Wolf und Caspar von Birckholtz und andere Mitgesellen den Abt des Klosters Paradies bei Meseritz, Matthäus, der sich auf der Heimreise befand in der Nähe von Schorbus. Sie nahmen ihm alle Habseligkeiten, auch den Wagen und die Pferde ab, und hielten ihn 14 Tage gefangen. Er konnte schließlich durch Cottbuser Bürger befreit werden und nach Hause reisen. Die polnische Regierung forderte vom Kurfürsten die Bestrafung der Straßenräuber. Auf Fürsprache des Bischofs von Posen kamen sie noch relativ glimpflich davon, mussten aber 800 Gulden Schadenersatz leisten. Ihre Güter wurden beschlagnahmt und so lange unter Aufsicht gestellt, bis die Summen von 800 Gulden beglichen war. 1551 verkaufte Caspar von Birckholtz seinen Anteil an Schorbus und Oelsnig an die Brüder Christoph und Caspar von Zabeltitz auf Hänchen. Die Brüder des Caspar, Wolf und Heinrich von Birckholtz, erklärten sich damit einverstanden. 1552 verkaufte auch Heinrich seinen Anteil an die Gebrüder von Zabeltitz, auch zu diesem Verkauf gaben seine Brüder ihr Einverständnis. Auch der letzte Anteil muss bald darauf an die von Zabeltitz gekommen sein, denn 1554 verkauften Christoph und Caspar von Zabeltitz Schorbus, den Rittersitz und das Vorwerk an Caspar Burggraf zu Dohna auf Straupitz. Christoph von Zabeltitz hatte 1548 auch den Nachbarort Auras erworben. Auch dieser Ort wurde an Caspar Burggraf zu Dohna verkauft. 1557 kauften die Brüder von Zabeltitz Schorbus und Auras zurück. Oelsnig war nicht in diesen Verkauf inbegriffen, er blieb im Besitz des Caspar von Zabeltitz, der 1579 einen Lehnbrief darüber erhielt. Caspar von Zabeltitz war mit Eva von Schönfeldt verheiratet, mit der er nur eine nicht erbberechtigte Tochter hatte. Caspar, seine Frau Eva von Schönfeld und seine Tochter sind auf dem 1582 entstandenen Altaraufsatz in der Kirche von Schorbus nachgewiesen. Als Caspar 1591 starb, fiel Oelsnig an die Söhne seines Bruders Christoph, mit Namen Caspar, Heinrich und Abraham. Heinrich scheint seine Brüder abgefunden zu haben, denn Oelsnig ist nur wenig später im Alleinbesitz des Heinrich. Allerdings überstieg dieser Kauf seine finanziellen Möglichkeiten, denn 1595 verkaufte er zunächst Oelsnig, 1597 auch Auras und Schorbus für 8000 Taler an seinen Schwiegersohn Caspar von Loeben aus dem Hause Kurtschow (Landkreis Crossen (Oder)). Dieser hatte 1597 eine namentlich nicht genannte Tochter Heinrichs geheiratet. Die drei Söhne Caspars von Loeben und seiner namentlich unbekannten Frau (Geborene von Zabeltitz), Christian, Maximilian und Wolf George, erbten den väterlichen Besitz.
Im Dreißigjährigen Krieg wurde Oelsnig zerstört und blieb eine wüste Feldmark bis 1768. Schon 1647 hatte Wolf George von Loeben auf Schorbus und Auras Anna Margaretha von Kracht geheiratet; das Ehegeld wurde auf 600 Taler festgesetzt. 1652 übernahm Wolf George die Güter Auras, Schorbus und Oelsnig alleine. Er leistete am 9./19. August 1657 auf dem Landtag in Lübben den Lehnseid gegenüber seinem neuen Lehnsherrn Christian I., Herzog des neugeschaffenen kursächsischen Sekundogeniturfürstentums Sachsen-Merseburg. Kurz davor oder danach muss seine Frau gestorben sein, denn Wolf George heiratete am 28. Juni 1658 Marie Elisabeth von der Heyde. Auch sie starb früh und Wolf George ging mit Sibylle Hedwig von Buxdorf noch eine dritte Ehe ein. Schon 1658 hatte Wolf George Schorbus an Georg von Werdeck verkaufen müssen, konnte aber Auras und Oelsnig behaupten. Oelsnig war aber völlig verlassen. Wolf George starb vor 1678, denn in diesem Jahr heiratete seine Witwe in zweiter Ehe den Georg Ernst von Muschwitz, mit dem sie den Sohn Wolf Nicol von Muschwitz hatte, der später Kemmen (bei Calau) erhielt. Nach dem Tod des Georg Ernst von Muschwitz ging Sibylle Hedwig von Buxdorf noch eine dritte Ehe mit Siegmund von Mosch ein. Die zwei Söhne des Wolf George d. Ä., Caspar Ernst und Wolf Georg d. J. wurden 1692 mit Auras und Oelsnig belehnt. 1694 teilten sie das väterliche Erbe; Wolf Georg übernahm Auras und Oelsnig, Caspar Ernst wurde mit 2.000 Talern in bar abgefunden. Nach dem Wechsel in monu dominate (Tod von Herzog Moritz Wilhelm, Inauguration von Heinrich) leistete er am 1. November 1731 erneut seinen Lehnseid. Sein Bruder Caspar Ernst war noch in die gesamte Hand aufgenommen; er leistete am 28. März 1732 seinen Lehnseid. Wolf George war mit Margarethe Dorothea von Lucke verheiratet, mit der er die Kinder Margarethe Elisabeth (* 1694), Johanna Gottliebe (* 1696), Erdmann Gottlob (* 1697), Wolf Georg (* 1699), Caspar Seyfried (* 1701), Gottlob Ehrenreich (* 1703) und Charlotte Tugendreich (* 1710) hatte. 1733 musste Wolf Georg von Loeben Auras und Oelsnig an Ehrenreich Friedrich von Britzke verkaufen. Er war mit Luise Christiane von Klitzing verheiratet. Mitbelehnt waren daher Carl Erdmann und Christian Friedrich von Klitzing. Auras und Oelsnig kamen nun in unterschiedliche Hände. 1762 oder 1766 verkaufte Ehrenreich Friedrich von Britzke Oelsnig an Johann Gottfried Raack, Auras ging in der Versteigerung an die Predigerwitwe Anna Margarethe Krüger, geb. Riemann. Das Dorf war nach seiner Zerstörung im Dreißigjährigen Krieg nicht wieder aufgebaut worden. Die Feldmark wurde von Auras ausgenutzt. Erst Johann Gottfried Raack (oder Hermann Gottfried Raack * 1728, † 1822) baute hier 1768 wieder ein Vorwerk auf. 1777 wohnten fünf Personen im Ort. 1810 wohnten hier bereits wieder fünf Häusler- oder Büdnerfamilien. Für 1818 werden 8 Häuser angegeben, in denen 66 Einwohner lebten. Außerdem wird die Oelsniger Ziegelei genannt. Johann/Hermann Gottfried Raack war mit Johanna Elisabeth Benade (* 1730, † 1803) verheiratet, Tochter des Pastor Primarius und Ritter des Roten Adlerordens 3. Klasse Johann Friedrich Benade zu Hoyerswerda. 1823 übernahm der Sohn Johann Gottlieb Raack das Gut. 1850 wird als Besitzerin dessen Tochter Christiane Henriette erwähnt, die mit Karl Friedrich Jaenicke verheiratet war. 1840 nennt ihn die Topographische Übersicht als Besitzer. Die Zahl der Häuser war auf zehn gestiegen, die Zahl der Einwohner auf 69. Rauer bezeichnet Christiane Henriette geb. Raack dann schon 1857 als Witwe., ebenso Riehl und Scheu. Schon vor 1864 hatte sie das Rittergut an Wilhelm Hirsekorn verkauft. Damals hatte der kleine Ort schon 11 Häuser und 82 Einwohner. Außerdem gab es eine Schäferei und eine Ziegelei. Das Rittergut Oelsnig umfasste damals 1468 Morgen (250 Morgen Ackerland und 979 Morgen Forst). Das Rittergut wurde 1867 in Eigen umgewandelt. 1869 umfasste der sehr kleine Gemeindebezirk nur 42 Morgen, der Gutsbezirk dagegen 1468 Morgen. 1885 war Ernst Hemprich Besitzer des Rittergutes. Die Größe wird dabei mit 375 ha angegeben, davon 107 ha Ackerland, 12 ha Wiesen und 256 ha Forst. Die Grundsteuer betrug 1.732 Mark. 1896 und 1907 hieß der Besitzer Hermann Dittrich aus Oberfrohna. Die Größe des Rittergutes wird nun mit 382 ha beziffert, davon waren 80 ha Ackerland, 3 ha Wiesen und 294 ha Forst. 1900 hatte der Gemeindebezirk 11 ha, der Gutsbezirk 382 ha. 1910 hatte bereits der Sohn Robert Julius Dittrich das Gut übernommen; er ist auch noch 1929 auf Oelsnig nachgewiesen.
| Jahr      | 1777 | 1818 | 1840 | 1871 | 1890 | 1900 | 1910 | 1925 |
| Einwohner | 5    | 66   | 69   | 71   | 55   | 46   | 40   | 53   |

### Kommunale und politische Zugehörigkeit
Oelsnig liegt in der Niederlausitz und war bis 1815 eine sächsische Enklave in der brandenburgischen Herrschaft Cottbus bzw. dem Cottbusischen Kreis. Die Niederlausitz musste Sachsen 1815 an Preußen abtreten. Oelsnig gehörte zunächst zum Sprembergischen Kreis, nach der Kreisreform ab 1816 zum Kreis Cottbus. Der kleine Gemeindebezirk und der große Gutsbezirk wurden 1929 in die Gemeinde Auras eingemeindet. Auras mit seinem Ortsteil Oelsnig verblieb im Kreis Cottbus, auch über die Kreis- und Bezirksreformen von 1950/52 in der damaligen DDR. Zum 10. Januar 1973 wurde Auras zusammen mit Oelsnig nach Schorbus eingegliedert. 1992 schloss sich Schorbus (mit Auras und Oelsnig) mit sieben anderen Gemeinden und der Stadt Drebkau zum Amt Drebkau zusammen. Das Amt Drebkau kam in der Kreisreform von 1993 im Land Brandenburg zum Landkreis Spree-Neiße. 2001 wurde das Amt Drebkau aufgelöst und die amtsangehörigen Gemeinden in die Stadt Drebkau eingegliedert. Seither ist Schorbus ein Ortsteil der Stadt Drebkau, Auras ein Gemeindeteil von Schorbus ohne eigene kommunale Vertretung. Oelsnig ist in der Behördenbezeichnung nur noch ein Wohnplatz im Ortsteil Schorbus.

### Kirchliche Zugehörigkeit
Das neuzeitliche Dorf war nach Schorbus eingepfarrt. Schorbus bildet heute zusammen mit Leuthen, Laubst und Illmersdorf die Kirchengemeinde Leuthen-Schorbus im Evangelischen Kirchenkreis Cottbus.